# 米津政矩
米津 政矩（よねきつ まさのり）は、江戸時代前期から中期にかけての大名。武蔵国久喜藩2代藩主。

## 略歴
延宝3年（1675年）、初代藩主・米津政武の長男として誕生した。正室は五島盛暢娘。
元禄11年（1698年）11月11日、父の隠居により家督を継ぐ。大坂加番に任じられて大坂に赴任するが、在任中の元禄16年（1703年）1月15日、大坂で死去した。享年29。
跡を弟で養子の政容が継いだ。
墓所は東京都東久留米市の米津寺内にある米津家大名墓所（東京都指定史跡）。